# Старниково (Московская область)
Старнико́во — деревня в Раменском районе Московской области. Входит в состав Рыболовского сельского поселения. Население — 858 чел. (2010).

## География
Расположена недалеко от реки Москвы. Расстояние по автодороге до центра сельского поселения села Рыболово — 5,9 км. Ближайшие населённые пункты — Рыболово, Морозово, Ульянино.

## Население
| 1926 | 2002 | 2005 | 2010 |
| ---- | ---- | ---- | ---- |
| 876  | ↘837 | →837 | ↗858 |

Национальный состав
Преобладающая национальность — русские.

## Образование
В деревне расположено одно отделение дошкольного образования:
- Детский сад комбинированного вида № 71[5]